# Abraham O'Reilly
Abraham O'Reilly Roman (...) è uno schermidore cubano, specializzato nel fioretto.

## Palmarès
In carriera ha conseguito i seguenti risultati:
- Giochi Panamericani:

Santo Domingo 2003: argento nel fioretto a squadre e bronzo nella sciabola a squadre.